# Hasan Türk
Hasan Türk (* 20. März 1993 in Gönen) ist ein türkischer Fußballspieler.

## Karriere

### Verein
Türk begann mit dem Vereinsfußball in der Jugend des Istanbuler Amateurvereins Mahmutbey SK und wechselte 2005 in die Jugend des Traditionsvereins Beşiktaş Istanbul. Im Frühjahr 2012 erhielt er bei diesem Verein einen Profivertrag, spielte aber weiterhin ausschließlich für die Reservemannschaft. Im Vorfeld der Saison 2012/13 nahm er am Saisonvorbereitungscamp der Profis teil und wurde anschließend vom Trainer Samet Aybaba in den Profikader hochgezogen. Sein Profidebüt gab er am 19. August 2012 am ersten Spieltag gegen Istanbul Büyükşehir Belediyespor. In dieser Partie spielte er von Anfang an und wurde in der 68. Minute gegen den anderen Debütanten Oğuzhan Özyakup ausgewechselt.
Nachdem er nacheinander an die Vereine Göztepe Izmir, Kırklarelispor und Bayrampaşaspor ausgeliehen wurde, wechselte er im Januar 2016 zum Viertligisten Üsküdar Anadolu 1908 SK. Von diesem Verein, der sich im Sommer 2017 in Anadolu Bağcılar SK umbenannten, wurde er im Sommer 2017 an den Hauptverein Sivasspor abgegeben.

### Nationalmannschaft
Türk spielte ab der türkischen U-15 bis zur U-20 für nahezu alle Jugendmannschaften der Türkei.